# Письман
Письман — деревня в составе Немского района Кировской области. 

## География
Находится на расстоянии примерно 2 километра по прямой на северо-запад от районного центра поселка Нема.

## История
Деревня была известна с 1723 года как починок с 1 двором, в 1764 году там было упомянуто 18 душ мужского пола. В 1873 году учтено дворов 13 и жителей 72, в 1905 23 и 118, в 1926 29 и 146, в 1950 25 и 92 соответственно, в 1989 25 жителей. Название населенного пункта время от времени менялось: Пильманский, Васьковский, Шеломенцовский и, наконец, Письман . До 2021 года входила в Немское городское поселение Немского района, ныне непосредственно в составе Немского района.

## Население
Постоянное население  составляло 13 человек (русские 100%) в 2002 году, 7 в 2010.